# Svájci rendszerű verseny
A svájci rendszer gyakori módszere a versenyek lebonyolításának a sakkban, a bridzsben, a scrabble-ben és a squashban, illetve más sportokban, ahol nem körmérkőzéses rendszerben játszanak és valahogy össze kell párosítani a fordulókban az egymás ellen játszó játékosokat vagy csapatokat. 
A rendszert először egy zürichi sakktornán használták 1895-ben, innen kapta a nevét.

## A párosítás
A rendszer alapelve, hogy minden fordulóban az előzőleg azonos vagy hasonló teljesítményt elért versenyzők kerülnek szembe egymással. Az első forduló kivétel lehet, mert ha a párosítása nem kiemeléses alapon történik, sorsolás  dönthet.  
A győztes egy, a döntetlent elérők fél pontot szereznek egy-egy fordulóban, a vesztesek nem kapnak pontot. Az első forduló után a győzteseket győztesekkel, a veszteseket vesztesekkel, a döntetlenezőket döntetlenezőkkel párosítják össze. A következő fordulóban a párosításkor az azonos vagy közel azonos pontszámúakat párosítják össze. Ugyanazt az ellenfelet azonban senki sem kapja kétszer. A sakkban emellett arra is ügyelnek, hogy egy-egy játékos ugyanannyit játsszon világossal és sötéttel, és ha lehetséges, váltogatva hol egyikkel, hol másikkal játssszon, de semmiképp se legyen ugyanazzal a színnel háromszor egymás után.
Az azonos pontszámú játékosokat egy csoportba osztják és ha van minősítő pontszámuk (Élő-pontszám), akkor sorba rakják őket és a sor első felében állók a sor második felében állók ellen játszanak. (Például egy nyolc tagú csoportban az egyes számú játékos az ötös számúval fog játszani, a kettes a hatossal, és így tovább.) Módosítanak azonban a párosításon, ha erre a színek miatt van szükség, vagy azért, hogy kétszer ne kerüljön össze két játékos.
A párosítás részletes szabályai egy-egy versenyen sokszor nagyon bonyolultak és a szervezőket gyakran számítógép segíti a szabályokat alkalmazó párosításban.

## Külső hivatkozások
Angol nyelven:
- Detailed rules from FIDE on the Swiss pairing system A FIDE részletes svájci rendszer szabályai
- Comparison of Swiss and Round Robin formats - A svájci és a körmérkőzéses rendszerek összehasonlítása